# Gradina (gmina Derventa)
Gradina (cyr. Градина) – wieś w Bośni i Hercegowinie, w Republice Serbskiej, w gminie Derventa. W 2013 roku liczyła 92 mieszkańców.